# Alim
Alim (Алим) è un film del 1926 diretto da Georgij Nikolaevič Tasin.